# Éléments remarquables d'un triangle
Les éléments remarquables d'un triangle sont des points, droites ou cercles définis en relation avec ce triangle et possédant des propriétés géométriques remarquables.

## Points remarquables

Un triangle scalène ABC avec le centre de gravité G, le centre du cercle inscrit I, le centre du cercle circonscrit O, l'orthocentre H

- Centre de gravité correspondant à l'isobarycentre des sommets et au point de concours des médianes
- Centre du cercle circonscrit ou point de concours des médiatrices
- Centre du cercle inscrit ou point de concours des bissectrices
- Centres des cercles exinscrits
- Orthocentre ou point de concours des hauteurs
- Centre du cercle d'Euler
- Points de Brocard
- Points de Feuerbach
- Point de Fermat ou Point de Torricelli
- Point de Miquel
- Point de Gergonne
- Point de Nagel
- Point de Vecten
- Points isogonaux
- Point de Lemoine
- Points de Terquem
- Point de Spieker
- Point d’Apollonius
- Mittenpunkt

## Droites remarquables
- Médiane
- Hauteur
- Médiatrice
- Bissectrice
- Droite de Brocard
- Droite d'Euler
- Droite de Lemoine
- Droite de Newton
- Droite de Simson (ou droite de Wallace)
- Droite de Steiner
- Hypoténuse
- Cévienne
- Ménélienne
- Symédiane
- Axe orthique
- Droite de Nagel

## Cercles remarquables
- Cercle circonscrit
- Cercle inscrit
- Cercle exinscrit
- Cercle d'Apollonius
- Cercle d'Euler
- Cercles de Lemoine
- Cercle de Miquel
- Cercle de Taylor
- Cercle de Tücker
- Cercle podaire
- Cercle de Brocard
- Cercle d'Adams
- Cercle de Conway
- Cercles de Malfatti
- Cercle de Lester
- Cercle de Van Lamoen

## Triangles remarquables
- Triangle médian
- Triangle de Bevan
- Triangle de Feuerbach
- Triangle de Gergonne
- Triangle de Morley
- Triangle de Nagel
- Triangle inscrit de périmètre minimal (Problème de Fagnano)
- Triangle orthique
- Triangle podaire
- Triangle tangentiel

## Courbes remarquables
- Coniques circonscrites et inscrites à un triangle
  - Parabole tritangente
  - Ellipse de Mandart
  - Ellipse de Steiner
  - Ellipse de Brocard
  - Ellipse de Lemoine
  - Hyperbole de Kiepert
  - Parabole de Kiepert
  - Conique inscrite de Serret (ou de MacBeath)
  - Conique orthique
- cubiques
- Deltoïde de Steiner